# Teber
Teber ist ein türkischer männlicher Vorname persischer Herkunft sowie Familienname. Teber bedeutet Handbeil.

## Namensträger

### Familienname
- Ergün Teber (* 1985), türkischer Fußballspieler
- Mine Teber (* 1961), türkische Schauspielerin
- Selim Teber (* 1981), deutsch-türkischer  Fußballspieler